# Centrolene andinum
Centrolene andinum és una espècie de granota que viu a Colòmbia i Veneçuela.